# Старый Кокорев
Старый Кокорев (укр. Старий Кокорів) — село в Кременецкой городской общине Кременецкого района Тернопольской области Украины.
Код КОАТУУ — 6123485905. Население по переписи 2001 года составляло 388 человек.

## Географическое положение
Село Старый Кокорев находится на левом берегу реки Иква,
выше по течению на расстоянии в 1,5 км расположено село Старый Тараж,
ниже по течению примыкает село Новый Кокорев,
на противоположном берегу — село Поповцы.

## История
- 1635 год — дата основания.